# Noble
För andra betydelser, se Noble (olika betydelser).
Noble Automotive Ltd, mer känd som Noble, är en brittisk sportbilstillverkare som grundades av Lee Noble 1999 i Leeds, West Yorkshire, för att producera snabba sportbilar med en så kallad "rear mid-engine" med bakhjulsdrift. Lee Noble var chefsdesigner och ägare till företaget. Han sålde företaget i augusti 2006 och avgick i februari 2008 och meddelade sin nya satsning, Fenix Automotive. Företaget har sedan flyttat till större lokaler på Meridian Business Park nära Leicester.
Noble är en småskalig biltillverkare och dess tidigare produkter omfattar M12 GTO, M12 GTO-3, M12 GTO-3R och Noble M400. M12 GTO-3R samt M400 delar chassi och kropp, men har skillnader i motorer och fjädring. Kroppen och chassit på Nobles bilar är byggda av Hi-Tech Automotive i Port Elizabeth i Sydafrika tillsammans med Superformance bilar. När karossen är färdig skickas den till Nobles fabrik där motorer, transmissioner med mera läggs till.
Endast 220 Noble GTO-3R och M400 importerades till USA, de är de enda Nobles som är tillgängliga för den amerikanska marknaden. Den amerikanska distributionsrättigheterna till M12 och M400 såldes i februari 2007 till 1G Racing i Ohio. På grund av stor efterfrågan på dessa bilar släppte 1G sin egen kopia, Rossion Q1.

## M10 (1999–2000)
M10 är en tvådörrarscabriolet med en V6-motor på 2,5 liter som utvecklar 168 hk. Modellen introducerades 1999, och enbart ett fåtal hade tillverkats när den nyare modellen M12 introducerades, och flertalet kunder som hade lagt en handpenning för M10 flyttade över handpenningen till den nyare modellen.

## M12 (2000–2008)

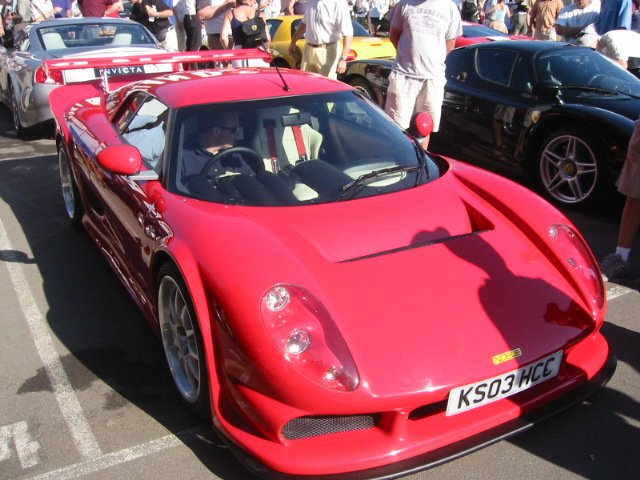
Noble M12 GTO-3R

Likt M10 är M12 en tvådörrarsbil med två säten, ursprungligen tänkt att tillverkas som coupé och cabriolet. Samtliga M12-bilar var utrustade med Ford Duratec V6-motor med turboaggregat. Bilen är byggd av kompositmaterial och har en störtbåge.
Coupévarianten av M12 utvecklades till fyra olika modellvarianter, varav modellen M400 var den fjärde och den ultimata versionen av M12.
1. Noble M12 GTO 2,5L bi-turbo 310 hk (231 kW)
2. Noble M12 GTO-3 3,0L bi-turbo 352 hk (262 kW).
3. Noble M12 GTO-3R 3,0L bi-turbo 352 hk (262 kW).

## M400

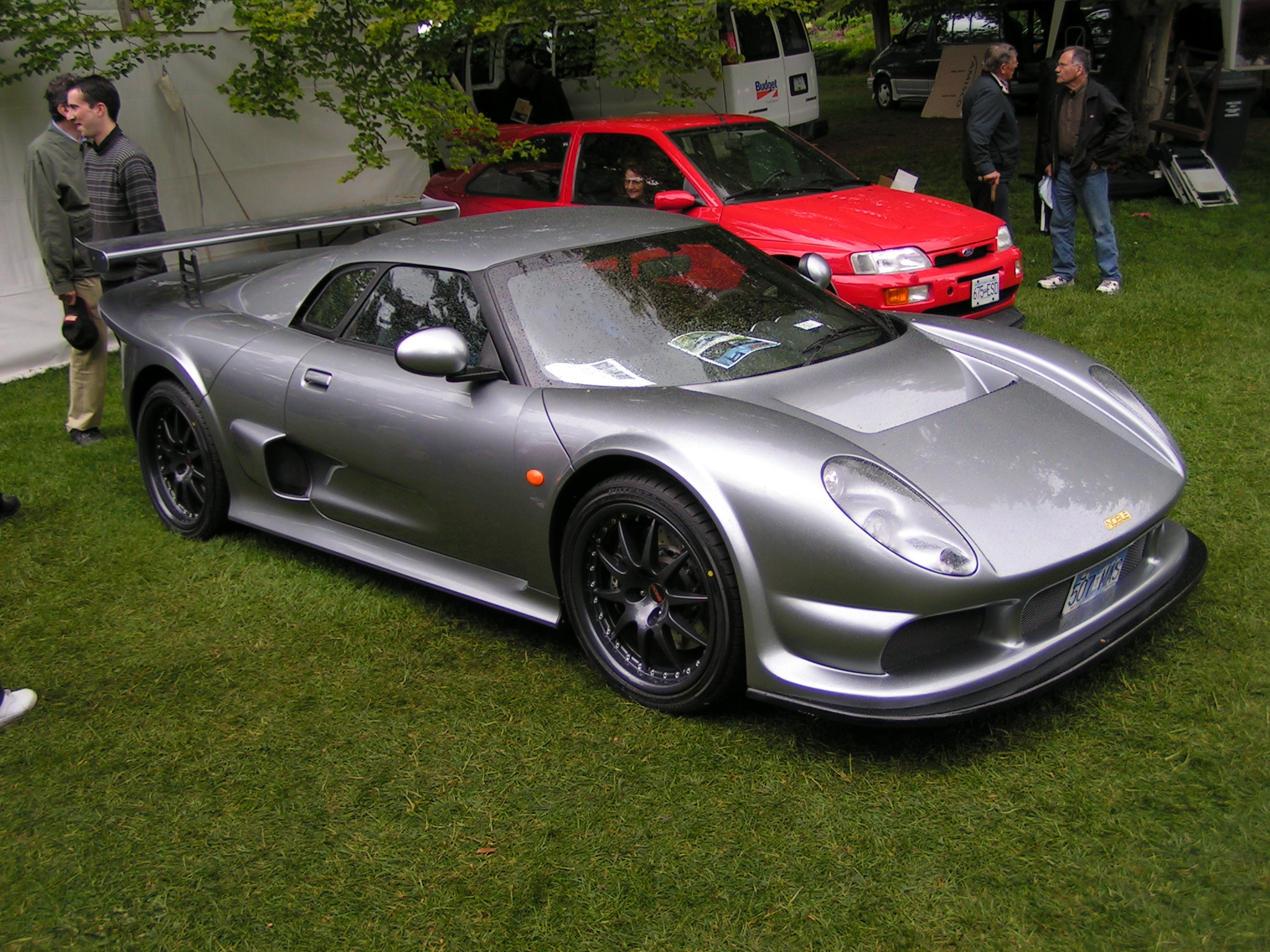
Noble M400

M400 är banvarianten av M12 och väger lite mer än GTO-3R. Den har 425 hk och har rapporterats göra 0–100 km/h på bara 3,2 sekunder. Noble anger endast att bilen kan uppnå 0–100 km/h på under 4 sekunder men "Car and Driver" (mars 2007) uppnådde en tid på 3,3 sekunder från 0–100 km/h. Dess toppfart är listad som 300 km/h.
Modellbeteckningen M400 kommer från det faktum att effekt till vikt-förhållandet för bilen motsvarar 400 hk (298 kW) per ton. Den har både 3- och 5-punktsbälten. De mest anmärkningsvärda skillnaderna från M12 är användning av smidda kolvar, främre krängningshämmare, styvare fjädrar, andra stötdämpare, Pirelli P Zero-däck, en mjukare växelspak och en något snävare central tunnel. M400 är utformad för att vara en enastående banbil som också är trevlig att köra på vägen.

## M600

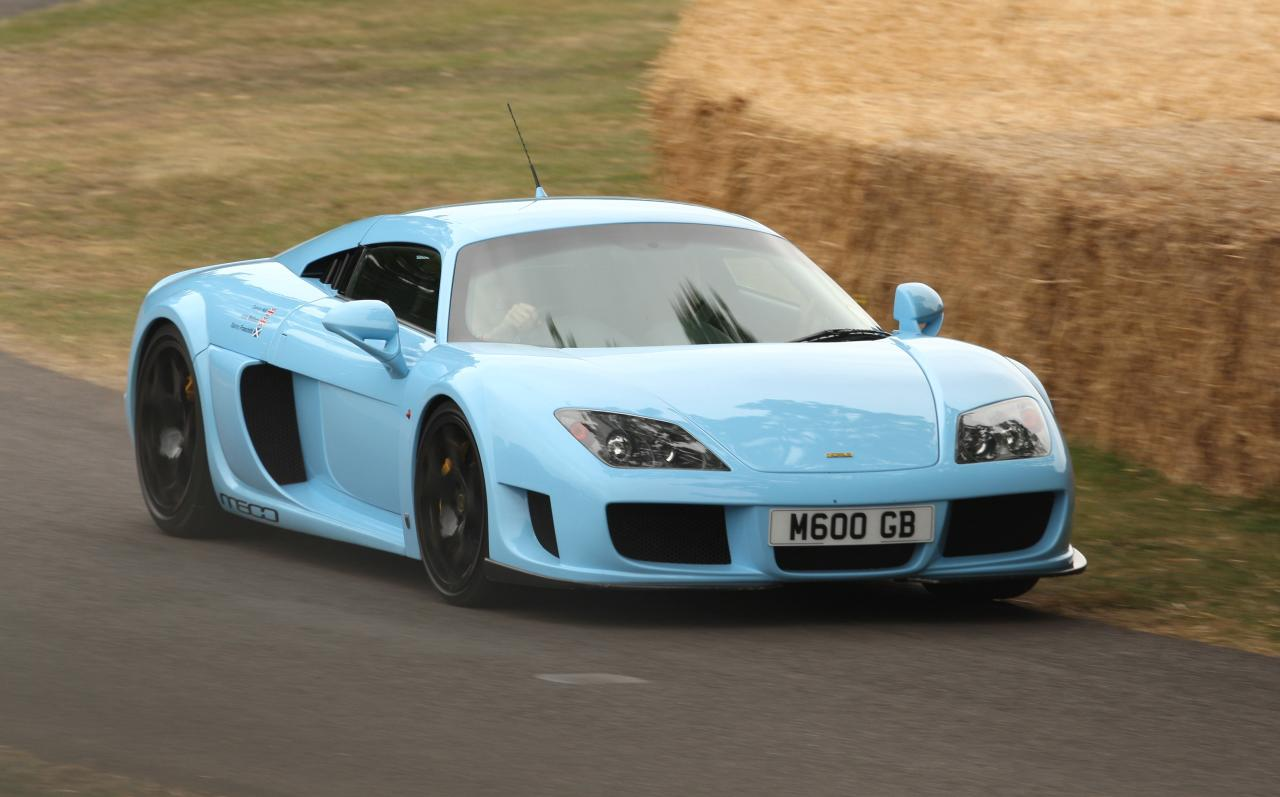
Noble M600

När den brittiska sportbilstillverkaren Noble 2009 presenterade den nya modellen M600 förklarades att den lätta kolfiberbyggda bilen riktar sig åt de etablerade märkena såsom Ferrari F430 och Porsche 911 GT3 RS. Leveranser till kunderna förväntades komma i mitten av 2010.
De använder precis som tidigare Volvos 4,4-liters V8 som de sedan slutet av 2007 använt som motor, men med en dubbelturbo plockar de nu ut 650 hk och 819 Nm vid 3 900 r/min. Man kan om man tycker att 650 hk kan vara lite för mycket ställa ned effekten till 550 eller 450 hk vid lite lugnare körning. Tidigare använde de en V6 duratecmotor från Ford, men till slut föll valet på den V8-motor som Volvo har utvecklat tillsammans med Yamaha.
M600:an accelererar från 0–100 km/h på 3,5 sekunder och kraften ligger på mer än en G-kraft. Bromsens diskar i Noble M600 är gjorda stål. M600 kommer utan ABS, ASM eller TC (dessa finns dock som tillval).
Prislappen är på 200 000 pund (cirka 2,5 miljoner kr).